# Seznam plemen králíků
Seznam plemen králíků uvádí abecedně uspořádaný přehled plemen králíků.

## A
- Aljaška (Al)
- Angorský králík (A)
- Anglický beran (AB)
- Anglický strakáč (AS)

## B
- Bílopesíkatý (Bí)
- Belgický obr (BO)
- Burgundský (Bu)
- Beránek

## Č
- Český albín (ČA)
- Český červený (Čč)
- Český černopesíkatý (Ččp)
- Český luštič (Čl)
- Činčila malá (Čm)
- Český strakáč (ČS)
- Činčila velká (Čv)

## D
- Deilenaar (Dl)
- Durynský (Du)

## F
- Francouzský beran (FB)

## H
- Havanský (Ha)
- Hototský bílý (Hb)
- Hermelín (He)
- Holíčský modrý (Hm)
- Holandský (Ho)

## J
- Jamora (Jam)

## K
- Kalifornský (Kal)
- Kastorex (Ca)
- Kuní (Ku)
- Kuní velký (Kuvh)

## L
- Liptovský lysko
- Liščí (Li)

## M
- Marburský (Ma)
- Malý beran (MaB)
- Moravský bílý hnědooký (Mbh)
- Míšeňský beran (MB)
- Moravský modrý (MM)
- Meklenburský strakáč (MS)

## N
- Německý velký stříbřitý (Nvs)
- Novozélandský bílý (Nb)
- Novozélandský červený (Nč)
- Nitranský (Ni)
- Německý obrovitý strakáč (NoS)

## P
- Perlový (Pe)

## R
- Rex malý
- Rex střední
- Rex zakrslí
- Rhönský (Rh)
- Ruský (R)
- Rys (Rys)

## S
- Stříbřitý malý
- Saténový (Sa)
- Siamský (Si)
- Siamský velký (Siv)
- Slovenský sivomodrý rex (RexSs)

## T
- Tříbarevný strakáč (TS)
- Tříslový (T)

## V
- Velký světlý stříbřitý (Vss)
- Vídeňský bílý (Vb)
- Vídeňský černý (Vč)
- Vídeňský modrošedý (Vmš)
- Vídeňský modrý (Vm)
- Vídeňský šedý (Vš)
- Velký světlý stříbřitý (Vss)

## Z
- Zakrslý anglický strakáč (ZAS)
- Zakrslý bílopesíkatý (Zbí)
- Zakrslý černý (Zč)
- Zakrslý český černopesíkatý (ZČčp)
- Zakrslý červený (Zčerv)
- Zakrslý činčilový (Zči)
- Zakrslý český luštič (ZČl)
- Zakrslý český strakáč (ZČS)
- Zakrslý divoce zbarvený (Zdiv)
- Zakrslý deilenaar (ZDl)
- Zakrslý havanovitý (Zhav)
- Zakrslý hototský (ZHb)
- Zakrslý holandský (ZHo)
- Zakrslý japonský (ZJ)
- Zakrslý kuní (ZKu)
- Zakrslý modrý (Zm)
- Zakrslý moravský bílý hnědooký (ZMbh)
- Zakrslý meklenburský strakáč (ZMS)
- Zakrslý perlový (ZPe)
- Zakrslý ruský (ZR)
- Zakrslý rhönský (ZRh)
- Zakrslý stříbřitý (ZS)
- Zakrslý siamský (Zsi)
- Zakrslý teddy (ZTd)
- Zakrslý tříslový (ZT)
- Zakrslý beran (ZB)
- Zemplínský králík (Ze)